# سیارک ۲۳۶۵
سیارک ۲۳۶۵ (به انگلیسی: 2365 Interkosmos، نامگذاری:1980YQ) دو هزار و سیصد و شصت و پنجمین سیارک کشف شده‌است که در ۳۰ دسامبر ۱۹۸۰ کشف شد.
قدر مطلق سیارک برابر ۱۱٫۷۰ است.